# Clannad in Concert
Clannad in Concert to czwarty album irlandzkiej grupy folkowej o nazwie Clannad.

## Krótki opis
Został wydany w roku 1978 przez wydawnictwo Ogham Records. Był ich pierwszym albumem koncertowym w karierze, a został nagrany w roku 1978 podczas koncertu w Szwajcarii, a wydany w roku 1979. To podczas serii tych koncertów grupa zadecydowała aby związać się zawodowo z muzyką, a nie amatorsko jak to było do tej pory.

## Lista utworów
| 1. | "Bean an Tí (Ó Bhean An Tí)"         | 3:00  |
|    |                                      |       |
| 2. | "Fairies Hornpipe/Off to California" | 3:20  |
|    |                                      |       |
| 3. | "A Neansaí Mhíle Grá"                | 4:45  |
|    |                                      |       |
| 4. | "Mháire Bruineall"                   | 1:08  |
|    |                                      |       |
| 5. | "Planxty Burke"                      | 3:42  |
|    |                                      |       |
| 6. | "An Giobóg"                          | 2:10  |
|    |                                      |       |
| 7. | "Down by the Sally Gardens"          | 4:36  |
|    |                                      |       |
| 8. | "Níl Sé Ina Lá (Níl Sé'n Lá)"        | 10:20 |
|    |                                      |       |
|    |                                      | 33:01 |
|    |                                      |       |